# Baedeker-Stadtführer

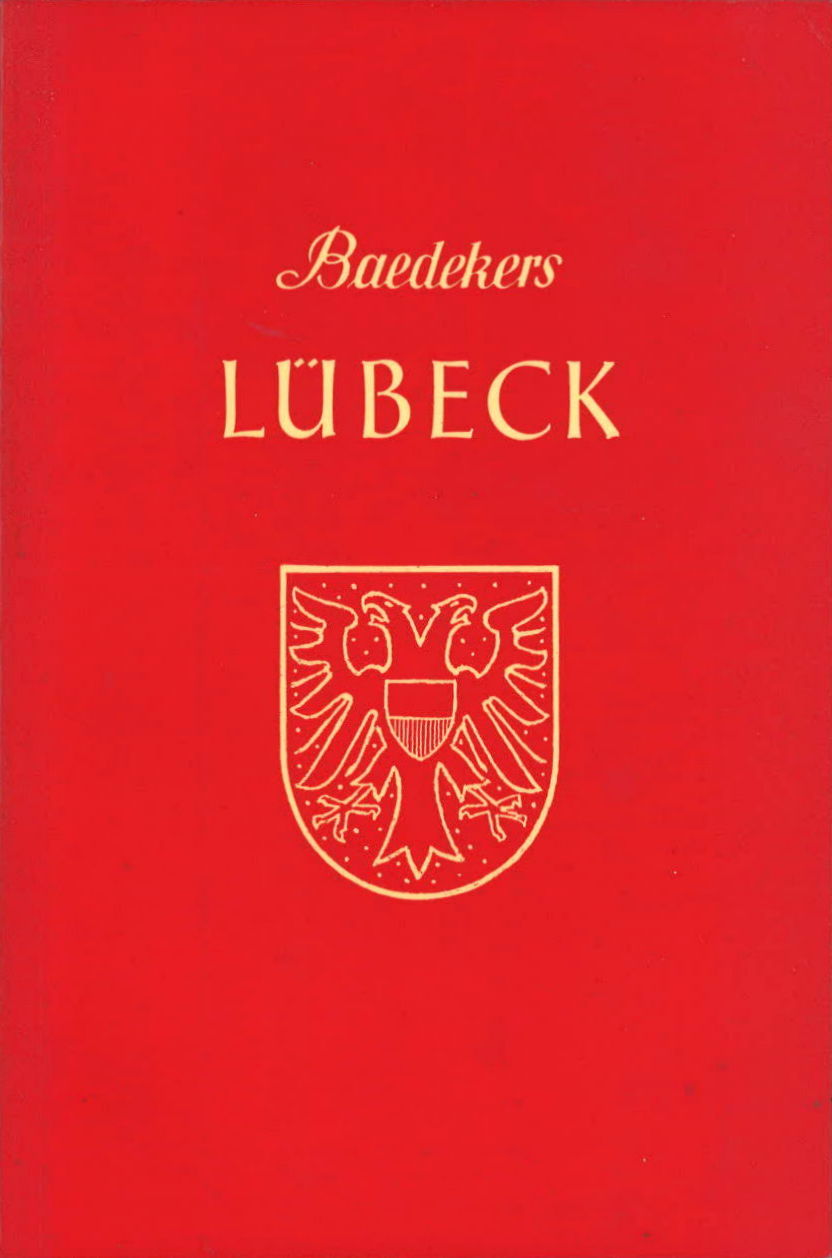
Stadtführer Lübeck, 1. Auflage (1963)

Baedeker-Stadtführer sind Reiseführer des Karl Baedeker Verlags, die von 1963 bis 2010 als rote Broschuren in klassischer Baedekermanier erschienen und weit überwiegend in der alten Bundesrepublik gelegene Städte beschreiben. Zusätzlich gab es Ausgaben für fast alle Bezirke West-Berlins, Ost-Berlin und Leipzig sowie für einige Städte in der Schweiz, Österreich und Frankreich. Die Reihe knüpfte an Vorläufer-Ausgaben vor dem Zweiten Weltkrieg und nach 1945 an.

## Vorbemerkung
Nach Kriegsende fand sich der Baedeker-Verlagssitz Leipzig in der sowjetischen Besatzungszone wieder. Damit unterlag er den Zulassungsbestimmungen der dortigen Militärbehörden. Karl Friedrich Baedeker (1910–1979), einem Urenkel des Firmengründers, wurde eine an seine Person gebundene Verlagslizenz mit der Nummer 345 erteilt, so dass er seine Tätigkeit zunächst fortsetzen konnte. Angesichts der Vernichtung des Verlagsarchivs, wodurch auch sämtliche Kartenvorlagen und die sonstigen für die Reiseführerproduktion notwendigen Aufzeichnungen verloren gegangen waren, war an ein rasches Anknüpfen an das Verlagsprogramm vor 1945 nicht zu denken. Darüber hinaus waren durch die Kriegszerstörungen und die wirtschaftliche Nachkriegsnot der Urlaubsreiseverkehr und der Bildungstourismus, auf den die Baedeker primär zugeschnitten waren, weitestgehend zum Erliegen gekommen. 

Da aufgrund der politischen Entwicklung in der SBZ abzusehen war, dass mit politischen Restriktionen in der Verlagsproduktion in Leipzig zu rechnen war, gründete Karl Baedeker 1948 in Malente unter altem Namen einen neuen Verlag, für den er eine Verlagslizenz der Britischen Besatzungsbehörden erhielt. In diesem erschienen später auch die in klassischer Manier ausgestatteten Stadtführer, wobei der Firmensitz von Baedeker 1956 nach Freiburg i.Br. verlegt wurde.

Die Ausgaben dieser Reihe im engeren Sinne begannen erst 1963. Allerdings sind diesem Reihenprogramm als Vorläufer zunächst auch die bereits davor erschienenen Ausgaben für die deutschen Großstädte Frankfurt (1951), Leipzig (1948), München (1950) und Stuttgart (1949) zuzurechnen, zumal alle ab 1963 erschienenen Auflagen dieser Titel nur noch unter dem Titel der Reihe und ihrer Ausstattung unter Fortführung der Auflagenzählung ediert wurden.

An Vorkriegsausgaben knüpften die Bände für die nun geteilte ehemalige Hauptstadt Deutschlands („Berlin. Kleine Ausgabe“ von 1933) und für Bayerns Metropole („München und Augsburg“ von 1935) an, was auch hier in der Auflagenzählung ihren Niederschlag fand. Schließlich wurden auch die „Großen Ausgaben“ für Berlin ab 1954 (1. Auflage 1936 zur Olympiade) in den jeweiligen Backlists am Ende der Bändchen dieser Reihe mit aufgeführt, obwohl sie aufgrund ihres Umfangs und ihrer Ausstattung – die beiden Auflagen zwischen 1986 und 1992 wurden sogar im Pappband und Ganzleinen, teilweise mit Schutzumschlag, aufgebunden – streng genommen nicht zu ihr gehörten. Allerdings erhielten die Auflagen ab 1986 sogar noch den Reihentitel „Stadtführer“, nachdem sie zuvor als „Reisehandbuch“ ediert worden waren, wohl in Abgrenzung zu den ab 1981 parallel laufenden Baedeker-Allianz-Ausgaben für Berlin.

Bei den Bänden für Koblenz (1977, 1983) knüpft die Auflagenzählung sogar an eine bereits „c. 1830 bei Carl Bädeker, Koblenz“, erschienene 1. Auflage an, worauf auf dem Titelblatt mit einer Fußnote verwiesen wird. Von einer echten inhaltlichen Vorläuferausgabe wird man hier aber wohl nicht sprechen können. Bei diesem Werk kann es sich eigentlich nur um die bei Baedeker im Jahr 1828 verlegte Darstellung J. A. Kleins „Koblenz. Historisch-Topographisch mit Benutzung urkundlicher Nachrichten“, die einen Auszug aus seiner „Rheinreise“ mit Nachträgen und zwei Ansichten darstellt, handeln. Dieses Buch, das von Jacques Lendroy auch ins Französische übersetzt wurde, ist in dem den beiden Auflagen der Rheinreise von 1835 und 1839 vorgeschalteten Verzeichnis von Büchern und Kunstsachen, die bei K. Baedeker in Koblenz (Rheinstraße) erschienen sind aufgeführt. Ein von Karl Baedeker selbst verfasster Stadtführer für Koblenz ist dagegen nicht verzeichnet. Bei einem Buch aus einem fremden Verlag zu dieser Thematik wäre eine Auflagenmitzählung von vornherein unterblieben.

## Besonderheiten bei den Vorläuferausgaben

### Leipzig (1948)
Ungeachtet der schwierigen Nachkriegsverhältnisse gelang es dem Verlag, in Zusammenarbeit mit dem Leipziger Bibliographischen Institut 1948 einen schon vor dem Krieg geplanten Band für Leipzig, dem eigenen Verlagsort seit 1872, herauszubringen, der es in der Stadtführer-Reihe bis 2002 auf sechs Auflagen bringen sollte. Die mit einem Vorwort des damaligen Leipziger Oberbürgermeisters, Erich Zeigner, versehene Broschüre, die von Hans Baedeker (1874–1959) verfasst worden war, spiegelte einerseits die Kriegszerstörungen in der Stadt wider, dokumentierte andererseits aber auch den ungebrochenen Aufbauwillen der Leipziger Bevölkerung. Aufgrund der Eintragung des Standorts der sowjetischen Militärverwaltung in Leipzig in einem beigefügten Stadtplan mussten nach deren Intervention – dabei kam es auch zu einer kurzzeitigen Verhaftung von Hans Baedeker – die noch nicht verkauften Bestände mit einer retuschierten Karte versehen werden, bei der die Objektbezeichnung getilgt war. Nur in dieser ersten Auflage erfuhr die 1968 gesprengte Paulinerkirche noch eine ausführliche Beschreibung und wurde u. a. noch auf das kriegszerstörte Fürstenhaus hingewiesen.

### Stuttgart (1949, 1955)
In ähnlicher Aufmachung wie der Leipzig-Band kam ein Jahr später noch ein Führer für Stuttgart im Umfang von 96 Seiten sowie einem amtlichen Stadtplan des Stadtmessungsamtes, Straßenverzeichnis, Verkehrsplan und einer Umgebungskarte in einer Auflage von 20. Tsd. Exemplaren heraus, wobei hier als Mitverleger die Franckh’sche Verlagshandlung in Stuttgart zeichnete und neben Leipzig auch Hamburg als Verlagsort genannt ist. Im selben Jahr wurde von den genannten Verlegern auch ein englischsprachiger Extract from Baedeker's Stuttgart (32 Seiten) ediert; die Übersetzung stammte von der Stadtverwaltung Stuttgarts.
Mit dieser Ausgabe fand die über 70 Jahre andauernde verlegerische Tätigkeit des Baedeker Verlags am Standort Leipzig, von wo aus das Unternehmen seine Weltgeltung erlangt hatte, ein jähes Ende; sie wurde dort auch nach der deutschen Wiedervereinigung 1990 nicht wieder neu belebt.

### München und Umgebung (1950–1960)
Die erste Nachkriegsauflage erschien 1950 (1. Auflage 1935), weitere Auflagen folgten 1955 und 1960. Möglicherweise gab es Ende der 1950er Jahre bei manchen Baedeker-Autoren noch Ressentiments gegenüber einigen während der Nazi-Herrschaft exilierten Schriftstellern. Der 1955 verstorbene Nobelpreisträger Thomas Mann fand in der 3. Auflage von München und Umgebung von 1960 bei den dort in der „Gedenktafel“ aufgeführten berühmten Persönlichkeiten noch keine Erwähnung, wobei die Auslassung auch im Zusammenhang mit seinem kritischen Münchener Wagner-Vortrag von 1933, Leiden und Größe Richard Wagners, stehen könnte. Dieses Schicksal teilte er übrigens mit Joachim Ringelnatz († 1934) und Lion Feuchtwanger († 1958), die auch erst in der 5. Auflage von 1972 erwähnt werden.

### Frankfurt am Main (1951–1960)
Rechtzeitig zu der inzwischen aus dem geteilten Berlin nach Frankfurt umgezogenen Internationalen Automobil-Ausstellung, im April 1951, stand ihren Besuchern der Band Frankfurt am Main zur Verfügung. Für den heutigen Leser dürfte hier die ausführliche Darstellung der enormen Kriegszerstörungen in der Innenstadt von großem historischen Interesse sein. So zeigt eine Karte der Frankfurter Altstadt von 1950 mit weißen Flecken für die total zerstörten Stadtquartiere plastisch das enorme Ausmaß der im Bombenhagel des Zweiten Weltkrieges verloren gegangenen historischen Bausubstanz. Die 2. und 3. Auflage erschienen 1955 und 1960.

### Hamburg und die Niederelbe (1951–1962)
Die erste separate Ausgabe für Hamburg war vom Umfang her zunächst als Stadtführer geplant; die Seitenzahl sollte bei etwa 100 liegen und damit der Ausgabe für Stuttgart entsprechen. Tatsächlich wurde dann ein über 400 Seiten starkes „Reisehandbuch“ veröffentlicht, das 1953 einen Neudruck mit Ergänzungen und 1962 eine Folgeauflage erlebte. In den Ausführungen von Otto U. Brandt und Kurt Eitner im Band von 1951 zum Hamburger Hafen mit den dort tätigen Reedereien (z. B. F. Laeisz, Rickmers Rhederei AG, Robert Miles Sloman jr.) und Werften (Blohm & Voss, Deutsche Werft, Howaldtswerke) wurde eine in späteren Auflagen, aufgrund gewandelter Benutzerinteressen, nie wieder erreichte Ausführlichkeit geboten. 
 Ab 1963 (2. Auflage 1968) erschienen dann kurze Hamburg-Führer in der Stadtführer-Reihe mit nur ca. 40 Seiten. 1983 wurden dann beide Ausgabenreihen in einer 3. Auflage (276 S.) zusammengeführt; für die inhaltliche Gestaltung war in der Einleitung nun auch Bezug auf die Stadtführer-Reihe genommen worden. Weitere Auflagen erschienen in der Reihe danach nicht mehr; der Band war aufgrund seines Umfangs nunmehr der Baedeker–Allianz–Reihe zugeordnet worden.

### Köln und Umgebung (1956)
Dieser Titel beschränkte sich auf zwei Auflagen, die 1956 und 1960 kartoniert und im Kunststoffeinband erschienen. Eine Fortsetzung in der Stadtführer-Reihe war geplant; die 1972 und nochmals 1984 angekündigte 3. Auflage erschien jedoch nicht.

## Allgemeine Angaben

### Ausstattung
Kleinformate
Auf dem Vorderdeckel der zumeist schmalen Broschurbände im klassischen Baedekerformat, die zunächst unter dem Reihentitel Baedekers Stadtführer von Karl Baedeker im Karl Baedeker Verlag erschienen, war das jeweilige Stadtwappen abgebildet. 
 War der Buchrücken bei den ersten, laminierten Ausgaben noch unbedruckt, trug er ab 1968 den Städtenamen und in den 1980er Jahren teilweise zusätzlich die Bandnummer, die den einzelnen Bänden zugeordnet war und bei der Verlagswerbung verwendet wurde. Bis auf die Ausgaben für München und Stuttgart sowie einigen Ausgaben für Berlin ist die Reihenangabe „Baedeker(s)“ nur auf den Rücken der Großformate zu finden. 
 Die Rückendeckel zierte zunächst ein Bauwerk oder Denkmal der Stadt. Die Broschuren enthielten die touristisch notwendigen Informationen über den Ort und den traditionellen, mehrfarbigen Plan der Stadt und/oder Innenstadt. Erstmals bei der ersten Auflage von Genf von 1972 – 1973 folgte Baden-Baden - findet sich zusätzlich auch eine historische Stadtansicht. Schrittweise hielt diese später auch bei den meisten anderen Orten Einzug. Sie wurde überwiegend den Werken von Matthäus Merian oder der Schedelschen Weltchronik entnommen. Wie bereits die Regionalbände ab 1951 waren die Stadtführer mit schwarz-weiß Illustrationen ausgestattet. Grundrisse und Lagepläne wurden auch mit roten Bildelementen ergänzt. Sehr häufig war in den Bändchen Werbung für die laufende Reiseführerproduktion von Baedeker zu finden. Auch Fremdwerbung tauchte in den 1970er Jahren in vielen kleinformatigen Stadtführern auf. Recht häufig warb dabei die Frankfurter Allgemeine Zeitung als alleiniger Inserent ganzseitig um Leserschaft.
Großformate mit Wappensupralibros
Das Format wurde ab 1983 leicht vergrößert, wobei die Texte zur besseren Lesbarkeit in größerem Schriftgrad völlig neu gesetzt wurden. Die Wappensupralibros wurden um den Reihennamen „Stadtführer“ ergänzt. An die Stelle der hinteren Einbandillustration trat nun ein standardisierter Hinweistext zur inhaltlichen Ausstattung der Bände der Stadtführer-Reihe, und es wurden ein Strichcode und die ISBN hinzugesetzt.
Großformate mit Einbandfoto
Ab 1988 wurden die Wappensupralibros durch ein Foto mit einem markanten Bauwerk abgelöst, darunter war nun ein kleiner Reihenwerbetext gesetzt. Dies betraf auch noch vorhandene Restbestände an Buchblöcken davor erschienener Auflagen, so dass diese dann in zwei Einbandvarianten vorliegen. Das bandspezifische Fotomotiv der Stadt blieb dann bis zum Auslaufen der jeweiligen Ausgabe unverändert. Nur der Band Nürnberg wurde in der 12. und letzten, von Pablo de Riestra überarbeiteten Auflage von 2008 mit einem neuen Frontfoto ausgestattet; die Nürnberger Burg und Häuser am Tiergärtnertor wurden anstelle des Henkerstegs  mit Weinstadel ins Bild gerückt. 
Ende der 1990er Jahre wurden auf die zuvor leeren Buchspiegel Zeichnungen und Beschreibungen der wichtigsten Sehenswürdigkeiten der beschriebenen Stadt gedruckt. Und um die Jahrtausendwende änderte sich die auf dem Vorderdeckel und Buchrücken angegebene Reihenbezeichnung in „Baedeker“ ohne das zuvor verwendete Genitiv-„s“. Die ISBN wurde bei den Ausgaben ab 2003 um die vorangestellte Ziffer „978“ (Buchland-EAN) ergänzt.
Eindruck der Verkaufspreise
Bereits seit 1994 war auf der Buchrückseite neben dem Strichcode-Titel der Verkaufspreis eingedruckt. Die letzten Bände kosteten je nach Umfang 6,50 bis 8,95 €.

### Reihenautoren und -illustratoren
Unter den Reihenautoren sind aus der Verlegerfamilie der früh verstorbene Florian Baedeker († 1980), Historiker, wie Kurt Pomplun, aber auch Heimatforscher, wie Erich Mulzer (Nürnberg 1986) oder Otto U. Brandt (Bremen/Bremerhaven, Celle), sowie Reisejournalisten, wie Helmuth Bischoff, zu finden. 
Auch Gerhard Peters, der bereits vor dem Zweiten Weltkrieg von 1925–1934 im Baedeker Verlag in Leipzig gearbeitet hatte, bearbeitete zwei Bändchen: Detmold (1974) und Wien und Umgebung (1979).
Die Zeichnungen stammen sehr häufig aus der Feder von Gerhard Gronwald († 1965), Katja Ungerer und Renate Liertz, z. T. auch von Vera Solymosi-Thurzó.

### Kartographisches Material
Die Stadtpläne und Landkarten wurden zumeist von den in Lahr ansässigen Firmen Georg Schiffner und Christoph Gallus geliefert.

## Reihenentwicklung
Permanent wurde der Inhalt der Bände bei Folgeauflagen einer Aktualisierung unterzogen. Dies ist häufig am schwächeren Druck der veränderten Textpassagen erkennbar.
In den Bänden, die geografisch Berührungspunkte zur DDR hatten, lässt sich so auch die deutsch-deutsche Entspannungspolitik ablesen. Endete z. B. in der Ausgabe von 1977 für Lübeck der Badestrand des nahe gelegenen Priwalls noch an der „Zonengrenze“, war daraus in der Folgeauflage von 1983 schon die „DDR-Grenze“ geworden. Dagegen waren die in der kleinen Ausgabe für Berlin von 1968 noch gesetzten Anführungsstriche bei der Erwähnung der 'Deutsche(n) Demokratische(n) Republik (DDR)' in der Folgeauflage schon von 1975 verschwunden.
Der Titelkanon der Reihe, die ihren Höhepunkt in den 1970er und 1980er Jahren hatte, wurde nach 1989, als laut Verlagswerbung noch fast vier Dutzend Titel präsent waren, immer weiter ausgedünnt. Übrig blieben nur Ausgaben für einige wenige größere Städte, wie Basel, Berlin (kleine Ausgabe), Hannover oder Leipzig, sowie für Touristenhochburgen, wie Bamberg, Konstanz oder Trier, so dass an der Jahrtausendwende nurmehr gut anderthalb Dutzend Stadtführer auf der Titelliste standen. Das Gros der anderen Orte war in den Regionalbänden der Baedeker-Allianz-Reihe aufgegangen oder hatte dort Separatausgaben erhalten.

### Alte Bundesrepublik

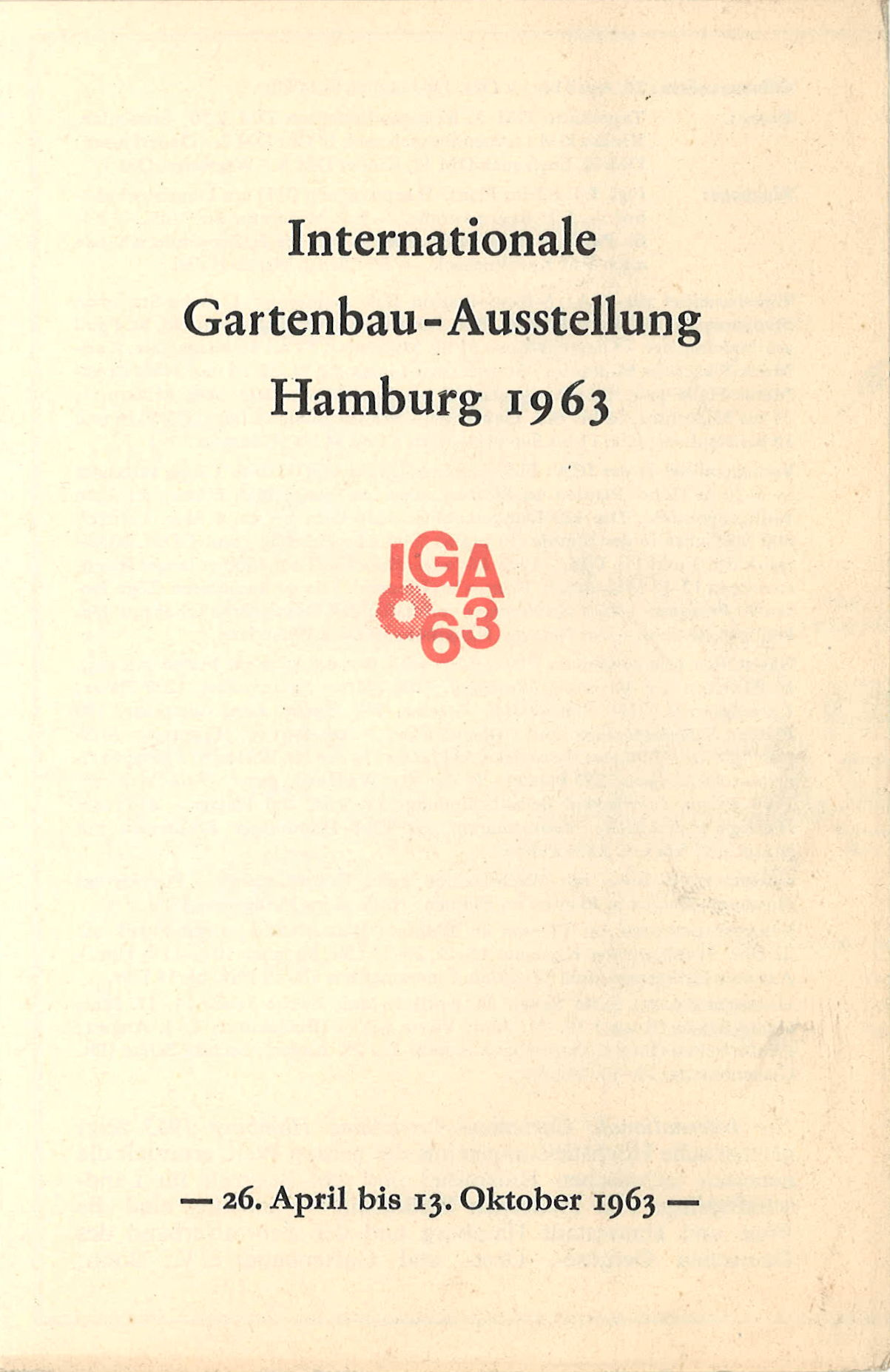
Beilage zur IGA aus Hamburg und Insel Helgoland (1963)

#### Stadtführer 1963 bis 1990
Die „Stadtführer“ für Städte der Bundesrepublik erschienen ab 1963 zunächst zum Preis von 2,40 DM bzw. 2,80 DM (Hamburg) und wurden in leicht veränderter Aufmachung noch bis 2012 auf den Markt gebracht. In diese Reihe wurden auch die schon in den 1950er Jahren im Festeinband verlegten Führer für die größeren Städte Frankfurt, Hamburg und München eingegliedert. Sie begann mit den Bändchen Kiel und Lübeck sowie Hamburg und Insel Helgoland, das zu der 1963 stattfindenden Internationalen Gartenbauausstellung in 3500 Exemplaren erschien und darüber mit einer heute recht seltenen Beilage informierte. Alle Texte und Pläne der ersten drei Stadtführer, waren fast unverändert der 3. Auflage des Reisehandbuchs von Schleswig-Holstein aus dem laufenden Jahr entnommen worden, lediglich Hamburg wurde um die Fahrt nach Helgoland (Elbfahrt und Seefahrt) ergänzt. Erst in den Folgeauflagen erfuhren sie eine eigenständige Bearbeitung.  Diese führte bei dem Hamburg-Band zu einer extremen Ausweitung des Inhalts in der dritten und letzten Auflage von 1983; aus dem schmalen Bändchen von 1968 mit 44 Seiten und einem Stadtplan war ein umfangreicher Band von 265 Seiten sowie 17 Karten und Plänen geworden.
Es wurden in der Folge vor allem touristisch besonders attraktive Großstädte beschrieben, u. a. Braunschweig, Freiburg und Nürnberg, bis sich das Reihenprogramm auch kleineren Orten zuwandte, wie Idar-Oberstein, Nördlingen und Rottweil. Mitunter waren Stadtjubiläen oder Verbindungen zum Baedeker-Verlag, wie bei Essen, dem Sitz des G. D. Baedeker Verlags, ein Ausgabeanlass. Fast alle Bände, die in der Verlagswerbung als „in Vorbereitung“ angekündigt wurden, erschienen auch.

#### Städteführer für Deutschland
1986 wurde auf der Grundlage der Stadtführer ein Städteführer für (West-)Deutschland erarbeitet, der die wichtigsten Städte der alten Bundesrepublik und Westberlin beschrieb, allerdings auch einen kurz gefassten „Ausflug nach Berlin (Ost)“ enthielt und mit farbigen Innenstadtplänen und Wappenzeichnungen aufwartete.

#### Deutsche Wiedervereinigung
Die politischen Veränderungen im Zuge der deutschen Wiedervereinigung 1990 spiegeln aufgrund ihrer Lage im Wesentlichen nur die Ausgaben für das unmittelbar an der Innerdeutschen Grenze gelegene Lübeck und natürlich der Band für das bis dahin geteilte Berlin (kleine Ausgabe) wider. Bei den Ausflügen im Band Lübeck (7. Aufl., 1994) ist die neue politische Situation bei dem Kapitel „Ausflüge“ kurioserweise nur teilweise von den Autoren berücksichtigt worden. Diese führen einerseits ohne Beschränkungen nach Mecklenburg (Klützer Winkel, Wismar, Schwerin), andererseits ist der Schaalsee südöstlich von Ratzeburg im Text noch immer „durch die Grenze zur DDR in seiner Mitte geteilt und nur noch in seinem Westteil zugänglich“.
Der Band für Bonn (4. Aufl., 1993) thematisiert auch die mit dem Verlust der Hauptstadtfunktion an Berlin im Jahre 1991 verbundenen Folgen für die Stadt.

### Ausgaben für Groß-Berlin
1968 wurde der konzeptionell zu dieser Reihe gehörende Berlin-Band vorgelegt, allerdings noch als „Reisehandbuch … Kleine Ausgabe“ (2. Auflage). Diesen Titelzusatz trugen auch die beiden Folgeauflagen von 1975 und 1979. Ausnahmsweise wurde zu diesen, wie sich aus dem Inhaltsverzeichnis ergibt, ein Stadtplan der Berliner Firma „Richard Schwarz Nachf.“ im Maßstab 1:30 000 lose beigegeben, der dadurch, aber vor allem durch sein Überformat nach dem Zusammenfalten, den meisten Bänden abhandengekommen ist, so dass sie heute zumeist ohne diesen antiquarisch angeboten werden.
Erst 1987 wies auch das Titelblatt die Zugehörigkeit des Bands zu dieser Reihe aus. Der Mauerfall und die Wiedervereinigung fanden erstmals in der 6. Auflage von 1991 unter dem von Willy Brandt geprägten Ausspruch „Jetzt wächst zusammen, was zusammengehört“ (Vorwort) ihren Niederschlag. Bis zur 8. Auflage von 2001, die aufgrund der Euro-Einführung 2002 nochmals mit geändertem Preiseindruck erschien, spiegelte dieser Titel die rasante Entwicklung der neuen deutschen Hauptstadt, wie die Bebauung des Potsdamer Platzes, den Umbau des Reichstagsgebäudes zur Nutzung durch den Deutschen Bundestag sowie die Eröffnung der neuen Gemäldegalerie und des Hamburger Bahnhofs, wider.

### Die Stadtteilausgaben für West-Berliner Bezirke

#### Bearbeitete Bezirke von 1967 bis 1987
Angesichts der bis 1990 bestehenden Teilung der Stadt Berlin sollten für alle 12 West-Bezirke zu ihrer besseren touristischen Erschließung Stadtteil-Bände ediert werden. Diese begannen 1967 mit Schöneberg, das mit 5 Auflagen auch die intensivste Bearbeitung erfuhr, und endeten mit der einzigen Auflage für Zehlendorf im Jahr 1987. Es folgten 1975 Wilmersdorf (2. Aufl. 1978) und  1976 Wedding (2. Aufl. 1983) sowie 1977 die Bezirke Kreuzberg, Tempelhof (2. Aufl. 1983) und Spandau (Folgeauflagen: 1980 und 1987). Gleich drei Bezirksführer gab es 1980: Charlottenburg, Reinickendorf und Steglitz. Danach folgte noch  Tiergarten (1984). Die letzten Nachauflagen - es war jeweils die zweite – erschienen 1988 für Charlottenburg und Kreuzberg. 
 Lediglich für den Bezirk Neukölln gab es letztlich keine Ausgabe, obwohl für diese 1982 vom Verlag in den laufenden anderen Ausgaben noch der Hinweis auf deren Vorbereitung („1. A. i.V.“) gemacht wurde. 1990 waren bis auf die Bände für Reinickendorf und Steglitz noch für alle Bezirke die jüngsten Auflagen lieferbar. Die vorliegenden Bände beschreiben die Bezirke Westberlins mit ihren Verhältnissen unter den Bedingungen einer geteilten Stadt.

#### Autoren
Die Texte wurden zum Teil von renommierten Autoren verfasst. Für allein sechs Bände zeichnete Georg Holmsten verantwortlich, unter anderen für Wilmersdorf (1975), Wedding (1976) und Kreuzberg (1977). Kurt Pomplun verfasste die ersten drei Auflagen des Bands für Schöneberg bis 1976; die zwei Folgeauflagen bis 1986 stammten dann von Florian Baedeker. Verfasser des Tiergarten-Bands war Sibylle Togotzes. Sabine Bohle-Heintzenberg war Autorin des die Reihe abschließenden Führers für Zehlendorf (1987). 

#### Vorworte und Unterstützung der Bezirksbürgermeister bei den Ausgaben
Diese wohl mit vorab vereinbarten Abnahmekontingenten der öffentlichen Hand veranstalteten Ausgaben enthalten sehr häufig Vorworte der amtierenden Bezirksbürgermeister, wie von Alfred Gleitze (Schöneberg 1974), Heribert Baumann (Wilmersdorf 1975), Wilhelm Kabus (Schöneberg 1976, 1980), Herbert Kleusberg (Spandau 1977), Werner Salomon (Spandau 1980, 1987), Erika Heß (Wedding 1983) oder Jürgen Klemann (Zehlendorf 1987), so dass sich anhand der Auflagen teilweise die parteipolitische Entwicklung in den Bezirken verfolgen lässt. Beim Band Schöneberg von 1967 führte dies bei einer späteren Binderate zum Weglassen des Vorworts von Josef Grunner, da er nur bis 1969 amtierte. Eine verlagseitige Danksagung an den damaligen CDU-Bezirksbürgermeister Hans Martin Quell ist zum Beispiel im Vorwort zum Band Tiergarten enthalten.

#### Werbungsteil

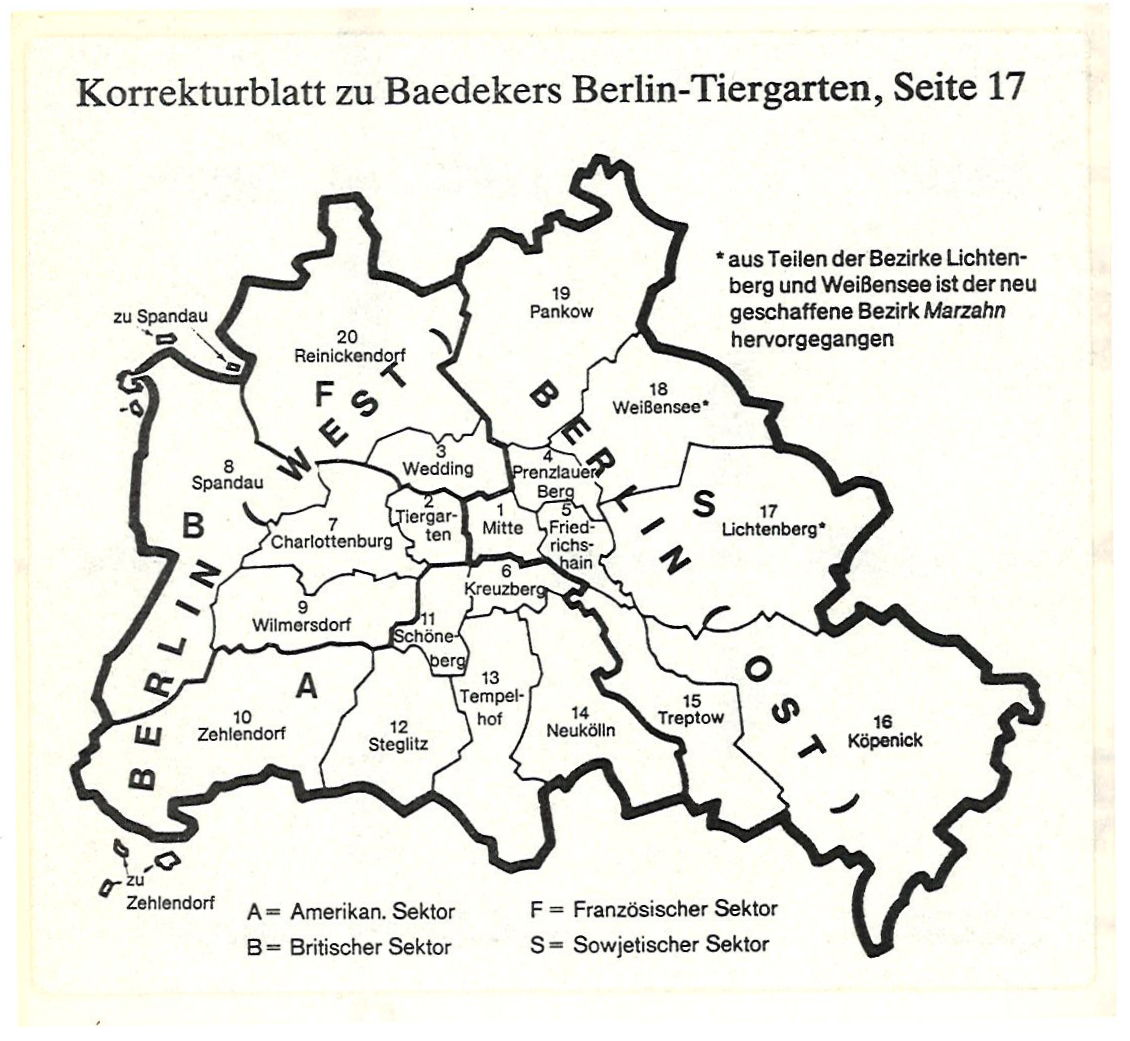
Berlin-Tiergarten (1984), Korrekturzettel zum Plan der Bezirke

Auch viele Berlin-Bändchen aus den 1970er Jahren waren hinten zumeist auf mehreren Seiten mit Inseraten von Unternehmen verschiedener Branchen, die in Berlin damals ihren Sitz oder Niederlassungen hatten, aus den einzelnen Bezirken versehen. Dazu gehören beispielsweise: Berliner Sparkasse, C. Bechstein, Coca-Cola, DeTeWe, Deutsche Klassenlotterie Berlin, Deutsches Reisebüro, Dugena, General Motors, GSG, Gillette, Karstadt, Leineweber, Mercedes-Benz, Orenstein & Koppel, Philips, Prälat Schöneberg, Quelle, Preuß & Temmler, Sarotti, Schindler Aufzüge, Siemens, Strabag oder Westermanns Monatshefte. Mit 22 Inseraten, dabei etwa die Hälfte von lokalen Anbietern, enthielt die einzige Auflage des Steglitz-Bandes von 1980 den umfangreichsten Werbeblock.

#### Ausstattung, Besonderheiten
Die Ausstattung entsprach den bundesdeutschen Bänden. Allerdings behielten davon abweichend auch die im Format vergrößerten Ausgaben für 5 Bezirke die hintere Deckelillustration bei. Zusätzlich trägt deren Einband den Zusatz „Bezirksführer“.
Für den Reinickendorf-Band von 1980 wurde auf historische Grundrisspläne für Schloss Tegel von Schinkel zurückgegriffen.
Ein Beilagezettel mit einer selbstklebenden Umrisskarte von Groß-Berlin wurde für den Band Berlin–Tiergarten von 1984 gedruckt. Er sollte über die im Band bereits vorhandene Karte geklebt, um die neue Stadtbezirksgliederung im Osten der Stadt korrekt abzubilden. Aus den Stadtbezirken Weißensee und Lichtenberg waren Teile ausgegliedert worden und bildeten mit Wirkung vom 5. Januar 1979 den neuen eigenständigen Stadtbezirk Marzahn.

### DDR-Gebiet und Ost-Berlin während der Teilung
Aufgrund der relativ leichten Einreisemöglichkeiten von Bundesbürgern nach Ost-Berlin stellte dessen berühmte Museums-Landschaft ein lohnendes zusätzliches Reiseziel für die Besucher von West-Berlin dar. Der Berlin-Führer von 1954 enthielt umfangreiche Teile, die den Bezirken des Ostsektors und den dort befindlichen Museen gewidmet waren. Anlass zur Herausgabe einer Separat-Ausgabe aus dem Gesamtberlin-Band von 1968 nur für Ost-Berlin mag 1969 eine leichtere Handhabung und vielleicht auch Grenzpassage mit diesem Reiseführer gewesen sein.
Im Berlin-Führer von 1954 befand sich ein Abschnitt zur früheren preußischen Residenzstadt Potsdam. Jedoch blieb es nur bei Planungen für einen 1972 in mehreren Stadtführern angekündigten Potsdam-Band. Erst mit der zweiten Auflage des Leipzig-Bandes (Erstauflage: 1948) wurde 1973 ein Band zu einer in der DDR gelegenen Stadt publiziert, der ihrem Status als Drehscheibe des Ost-West-Handels geschuldet und wohl auch eine Reverenz an den ehemaligen Baedeker-Verlagsort war.

### Beitrittsgebiet ab 1990
Auch nach der deutschen Wiedervereinigung fand keine weitere ostdeutsche Stadt Eingang in die Stadtführer-Reihe. Das sofort ins Auge springende Dresden war 1986 schon mit einem umfangreicheren Baedeker-Allianz-Band bedacht worden. Die Beschreibungen anderer in Betracht kommender Orte, wie Erfurt, Weimar oder Eisenach im Süden sowie Rostock, Schwerin oder Wismar im Norden, wurden in die jeweiligen Baedeker-Allianz-Regionalbände eingebunden. Separatausgaben erschienen dem Verlag sicher nicht erfolgversprechend genug, auch hatte diese Baedeker-Reihe generell schon ihren Zenit überschritten.
Der Leipzig-Band mit der verlagsinternen Reihennummer 025 wurde aber nach fast zwanzigjähriger Pause wieder neu aufgelegt und bis zur 6. Auflage 2002 fortgeführt. Diese wurde bis etwa 2010 lieferbar gehalten, bevor sie im selben Jahr durch den Baedeker-Allianz-Band Leipzig-Halle ersetzt wurde.

Die erste Nachwende-Ausgabe 1991, die auch auf die Rolle Leipzigs bei der Friedlichen Revolution 1989 eingeht, wurde vom Tourist Verlag bearbeitet; die Vignetten (auch restliche Auflagen) zeichnete der Freiburger Heinrich Greiss, der bereits diese und den Text zur zweiten Auflage von 1973 geliefert hatte. Die Folgeauflagen wurden dann vom Bonner Kunsthistoriker Roland Kanz (1993) und von dem Leipziger Autor Wolfgang Knape (1997, 2002) bearbeitet. Von der 5. Auflage (1997) liegt eine Sonderausgabe der DKB vor.

### Österreich
Schon unter den ersten Bändchen war 1964 eine Beschreibung der Mozart-Stadt Salzburg von Kurt Pomplun, die drei Folgeauflagen bis 1988 erlebte. Es folgten 1969 Graz und Innsbruck (3. Auflage 1983, auch von Kurt Pomplun) sowie die von Gerhard Peters bearbeitete österreichische Hauptstadt Wien, die im August 1979 in 6.000 Exemplaren auf den Markt kam. Der umfangreiche Wien-Band überforderte aber wohl schon das kleine Format und fand deshalb – trotz Vorliegens eines überarbeiteten Manuskripts 1984 – nach der Fusion beider Baedeker-Verlage in der neuen Baedeker-Allianz-Reihe seine Fortsetzung in neuer Ausstattung.

### Schweiz
Hier sind Genf von 1972 (3. Auflage 1986) und Basel aus dem Jahr 1978 mit sieben Auflagen (letzte: 2005) zu nennen. Ein 1975 für Zürich angekündigter Band kam dagegen nicht zur Ausgabe.

### Frankreich
Obwohl die durch Ludwig XIV. 1681, mitten im Frieden, eroberte Freie Reichsstadt Straßburg, die im Ergebnis des Deutsch-Französischen Krieges zwischen 1871 und 1919 nochmals zum Deutschen Reich gehörte und von 1940 bis 1944 von Deutschland besetzt war, streng genommen nicht zu den rein deutschsprachigen Städten gehört, wurde sie wohl aufgrund ihrer besonderen historischen und sprachlichen Entwicklung sowie der Grenznähe zu Deutschland in die Reihe aufgenommen. Zwischen 1973 und 1983 wurde die Stadtbeschreibung so mit 3 Auflagen bedacht.

### Fremdsprachige Ausgaben
Die Tradition der englisch- und französischsprachigen Städteausgaben wurde auch nach dem Zweiten Weltkrieg wieder aufgenommen, wenngleich dies nur in erheblich reduziertem Umfang geschah. So gesellten sich zu den Städte-Bänden Frankfurt am Main, München, Köln, Berlin und Salzburg ihre vorwiegend im Ausland vertriebenen Pendants: Frankfurt and the Taunus (1951, 1953 und 1960), Munich and its environs (1950 und 1956), Berlin (englische Ausgaben: 1965, 1971 und 1975; französische Ausgabe: 1971) und Salzburg. A short guide (englische Ausgabe: 1964, übersetzt von Hermann Augustine Piehler (1888–1987)).
Eine noch in den 1950er Jahren geplante 21. Auflage von Paris and its Environs (Vorauflage von 1932) kam aber nicht in den Handel. Dies trifft auch auf die weiteren, für 1961 in englischer Sprache mit jeweils ca. 360 Seiten geplanten Städteausgaben Hamburg and its Environs (1st edition), Rom and its Environs (17th edition) und London and its Environs (22nd edition) sowie die für 1965 vorgesehene 3. Auflage von Munich and its environs zu. 1961 sollte ebenfalls der englischsprachige große Berlin–Führer in 7. Auflage erscheinen. Möglicherweise durch den Mauerbau verschob sich das Erscheinen bis ins Jahr 1965.
Dagegen wagte der Verlag 1974 für den vergleichsweise kleinen Kur- und Bäderort Baden-Baden, der allerdings eine traditionsreiche Spielbank (Glücksspielkonzessionen in Baden-Baden seit 1801) unterhält, Übersetzungen ins Französische, erstellt vom späteren Mitbegründer des Internationalen Oldtimer-Meetings Baden-Baden, Jean-Marc Culas, und ins Englische (H. A. Piehler). Beide Bände sind erstaunlicherweise nicht in der Deutschen Nationalbibliothek verzeichnet, obwohl diese entsprechend ihrem Sammelauftrag, u. a. die gesamte ab 1. Januar 1913 in Deutschland erschienene fremdsprachige Literatur zu sammeln, vom Verlag als Pflichtexemplare hätten eingereicht werden müssen, wie das bei den vergleichbaren Titeln Salzburg. A short guide (1964) und den fremdsprachigen Berlin-Ausgaben (1965, 1971 und 1975) bei zumeist beiden Bibliotheksstandorten der Fall gewesen ist. Allerdings liegen für beide „Baden-Baden“-Versionen Einträge für die Bibliotheksstandorte Karlsruhe (Badische Landesbibliothek) und Stuttgart (Württembergische Landesbibliothek) vor. Insgesamt dürfte all diesen fremdsprachigen Bändchen der verlegerische Erfolg gefehlt haben, denn Nachfolger für das Gros der anderen Städte gab es nicht. Auch legt das extrem seltene Vorkommen der fremdsprachigen Ausgaben für Baden-Baden und Salzburg entweder äußerst geringe Auflagen oder, was wahrscheinlicher ist, die Makulierung von nicht verkauften Restbeständen nahe.

### Angekündigte, aber nicht erschienene Städteführer
Nicht realisiert wurden neben dem Bezirksführer für Berlin-Neukölln in den 1970er und 1980er Jahren Bände für die Universitätsstadt Göttingen, die Stadt des Rattenfängers, Hameln, die Stadt der Elisabeth von Thüringen, Marburg, oder die alte Hansestadt Soest. Ob hier redaktionelle Gründe oder Kostengesichtspunkte die entscheidende Rolle spielen, ist nicht bekannt. Verlagsseitig wurden zum Zurückziehen angekündigter Bände, die vor allem in anderen Baedeker-Reiseführerpublikationen als „in Vorbereitung“ unter den ansonsten lieferbaren Titeln aufgeführt waren, keine Angaben gemacht.

## Sonderausgaben für Unternehmen
Der Verlag stellte bereits in der klassischen Baedeker-Zeit in begrenztem Umfang seine Reiseführer auch Unternehmen und Vereinigungen zur Verfügung, damit diese entsprechende Sonderausgaben für ihre Geschäftsfreunde erstellen können; diese Praxis reichte bis in die Gegenwart. Der einfachste Weg zur Nutzung der Baedeker ist dabei das Anbringen eines zusätzlichen Eindrucks zum Verwendungszweck oder des Firmenlogos auf dem Einband bei ansonsten unverändertem Bandinhalt. Alternativ wird auch der vollständige Buchinhalt verwendet, aber dieser wird in einen nicht baedekertypischen Einband eingebunden, zumeist unter Hinzufügen von Anlassseiten des Herausgebers. Diese Ausgaben sind nicht immer sofort als Baedeker erkennbar.
Vor allem in den 1950er und 1960er Jahren nutzten Unternehmen die noch immer gegebene Popularität der Reihe und ließen kleine Teilauflagen von Baedekern mit Zudrucken oder in besonderen Einbänden fertigen, um sie an Kunden zu Werbezwecken zu verteilen. Bei den Stadtführern war die in Düsseldorf ansässige Nordwestdeutsche Ausstellungsgesellschaft (NOWEA) aktiv und ließ neben einigen Regionalbänden 1964 auch die Ausgabe für das seit 1961 geteilte Berlin im grauen Plasteeinband mit goldfarbenem Firmenlogo aufbinden; im Band waren zusätzlich Hinweise zu Messen mit Beteiligung der NOWEA enthalten. Einen blau/weiß broschierten Reiseführer Leipzig gab die Deutsche Kreditbank heraus, unter dem sich die 5. Auflage von Baedekers Leipzig von 1995 verbirgt.

## Werbung
Für die Buchreihe machte der Verlag über den Buchhandel zunächst Werbung mit Leporellos oder einfachen Faltblättern, in denen ausschließlich die lieferbaren und geplanten Reihentitel aufgeführt sind. Weiter war die Reihe auch in Prospekten mit aufgeführt, die die gesamte Verlagsproduktion präsentierten. Dies war vor allem nach 1990 zunehmend der Fall, als nur noch relativ wenige Titel durch Nachauflagen lieferbar gehalten wurden, so dass gesonderte Prospekte nicht mehr nötig waren. Schließlich wurden in vielen Stadtführern selbst die gleichzeitig im Verlagsprogramm befindlichen Titel aufgelistet. Für einzelne Bände wurden als besondere Werbemittel Bauchbinden und Einlegeblätter eingesetzt, wie für die Ausgabe München und Umgebung von 1960 oder die 7. Auflage der englischsprachigen Ausgabe Berlin. Handbook for Travellers (1965).

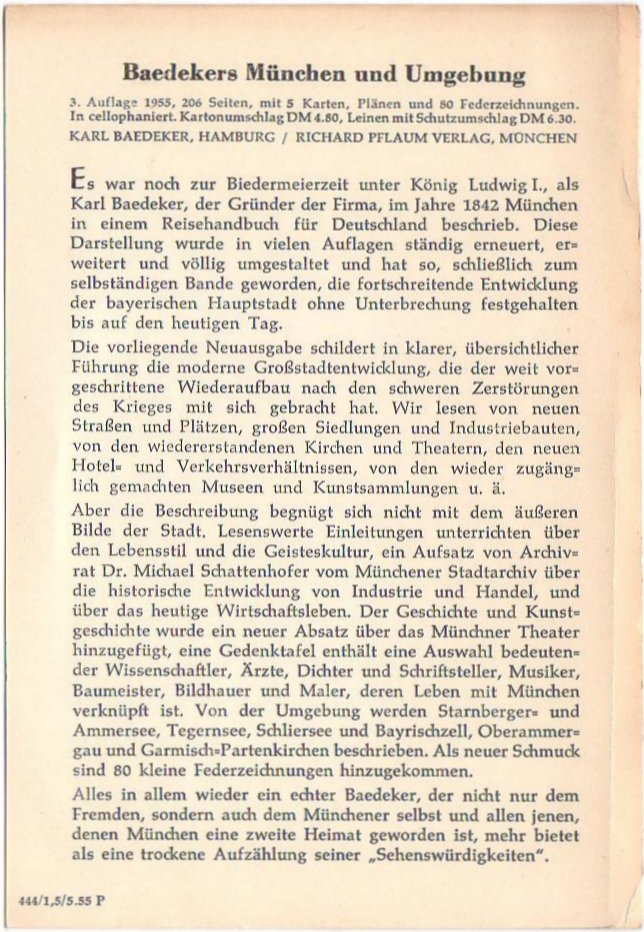
Werbeblatt aus: München und Umgebung (3. Auflage, 1955)
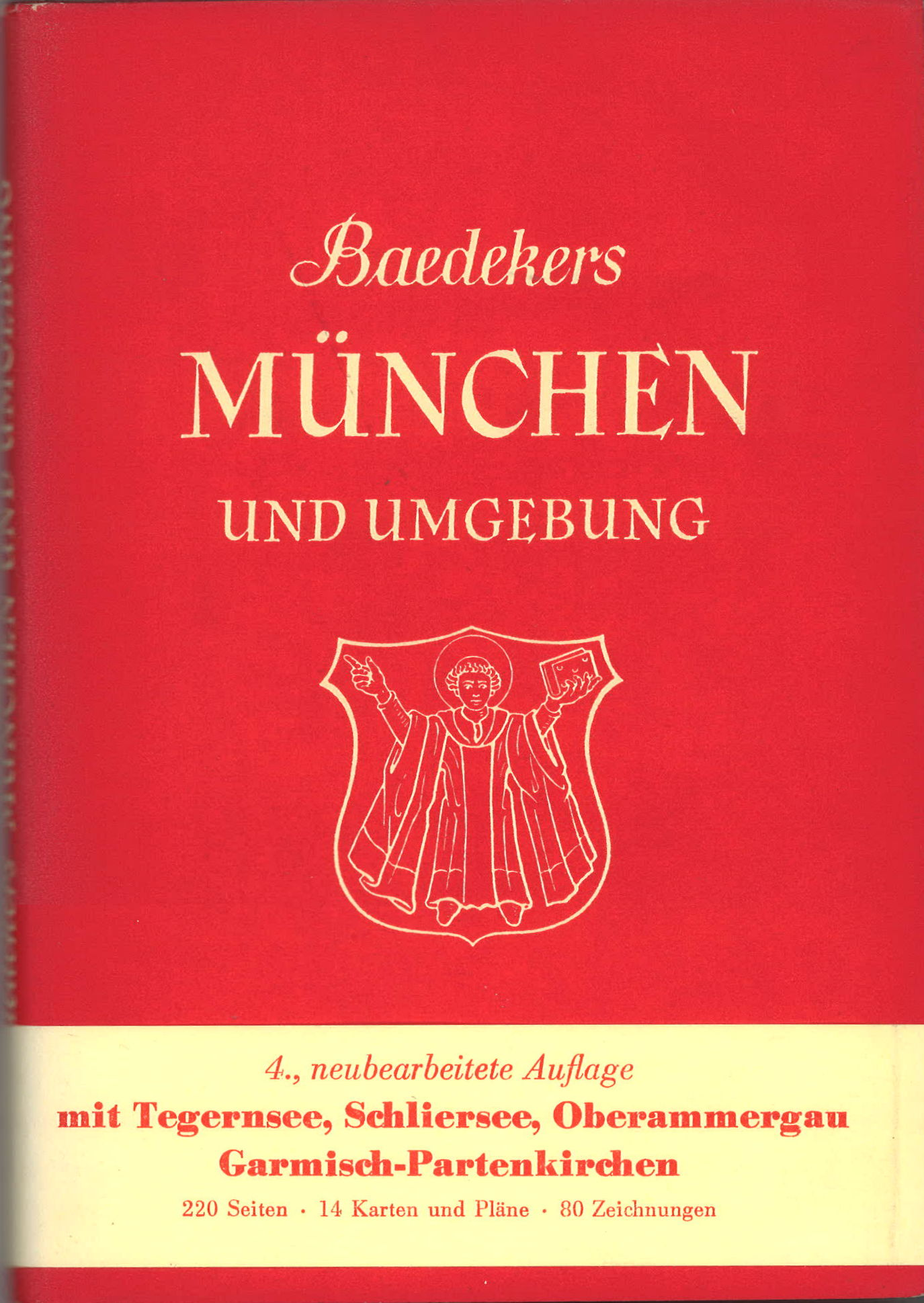
Baedeker München (4. Auflage, 1960) mit Bauchbinde
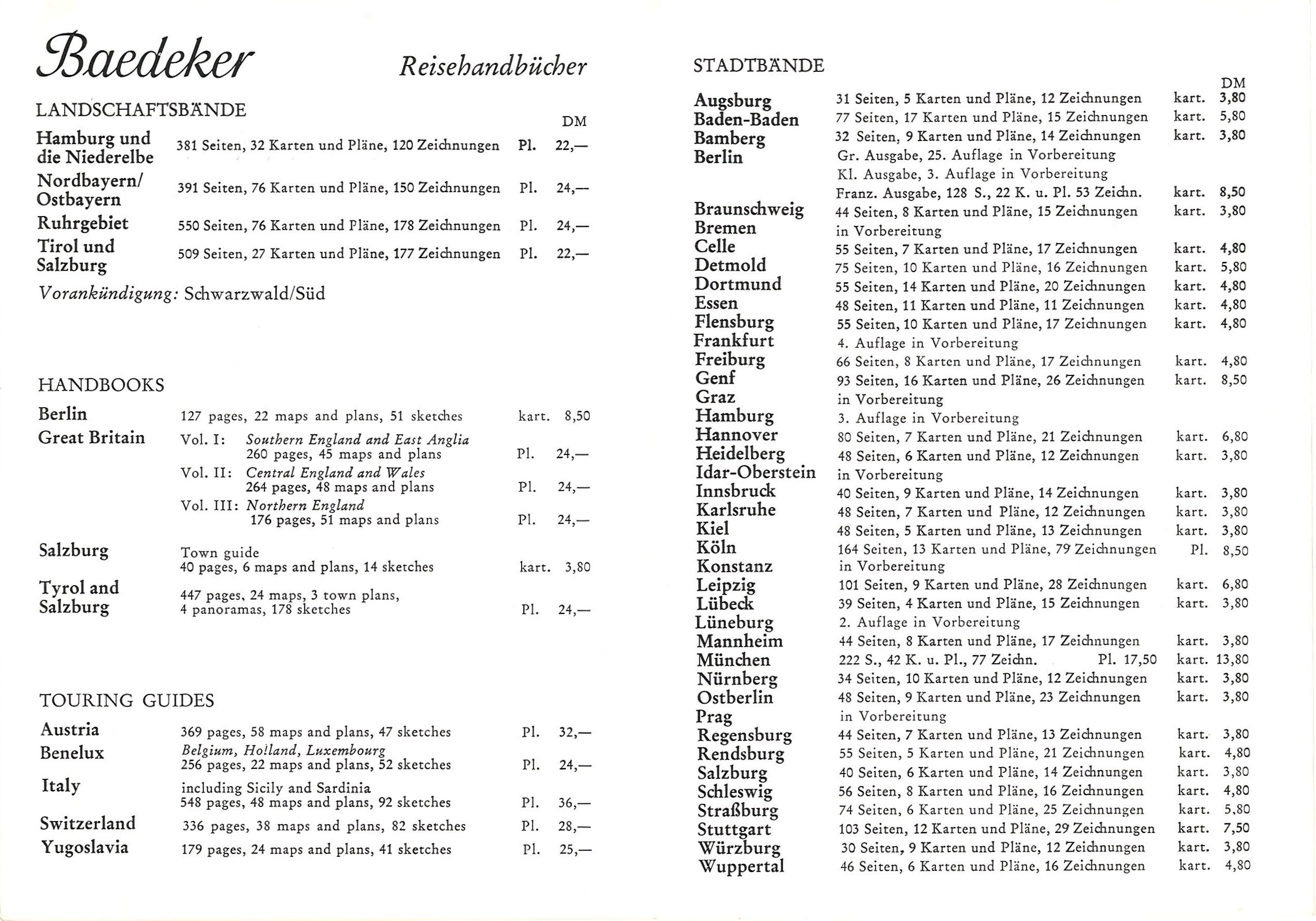
Gesamtverzeichnis für Baedeker 1974 (Leporello) mit einer Liste der Stadtführer
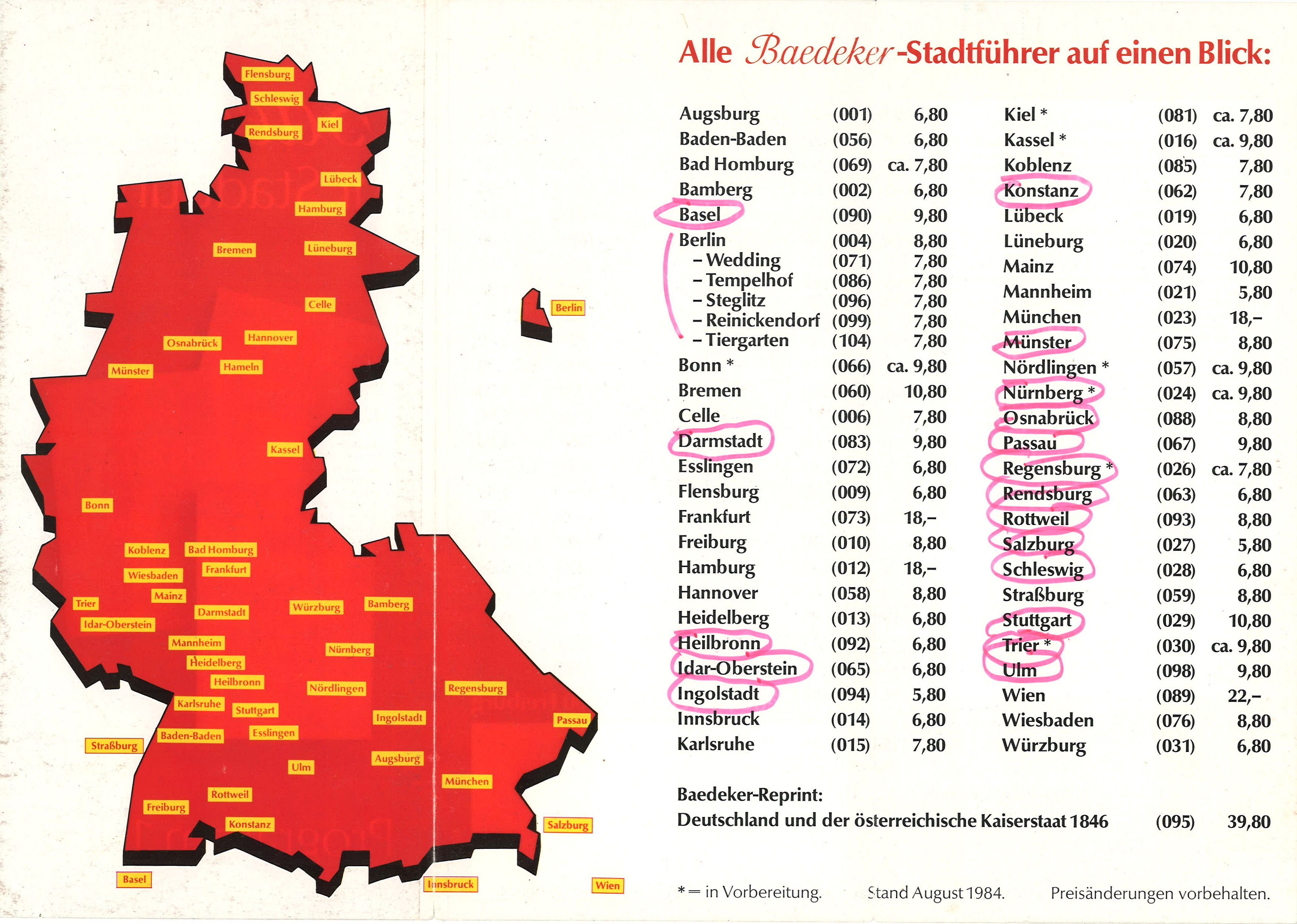
Werbung für Stadtführer 1984